# Пезешкиан, Носсрат
Но́ссрат Пезешкиан (18 июня 1933, Кашан (Иран) — 27 апреля 2010, Висбаден, Германия) — немецкий невролог, психиатр и психотерапевт иранского происхождения. Основатель позитивной психотерапии.

## Биография
Родился и вырос в Иране. «Пезешк» на языке фарси значит врач. В 1954 году переехал в Германию, изучал медицину в университетах Фрайбурга, Майнца и Франкфурта-на-Майне. После написания диссертации проходил последипломную подготовку в области психотерапии в Германии, Швейцарии, Австрии и США. В 1968 он открыл практику и дневной стационар в Висбадене. В то же время развивал новый метод, который получил название «позитивная психотерапия».
В 1971 году основал Висбаденский институт обучения психотерапии и семейной терапии, позже — Висбаденскую академию психотерапии. В 1977 была создана Немецкая ассоциация позитивной психотерапии, а в 1996 — Международный центр позитивной психотерапии (с 2008 года Всемирная ассоциация позитивной психотерапии). Был доцентом Академии усовершенствования врачей Медицинской ассоциации Гессена в Западной Германии. Он был почетным профессором Санкт-Петербургского научно-исследовательского психоневрологического института им. В. М. Бехтерева. В 1996 году награждён орденом «За заслуги перед Федеративной Республикой Германия».
Доктор Пезешкиан провел семинары, симпозиумы, общественные лекции и интервью с прессой, телевидением, радио более чем в 60 странах, опубликовал 26 книг. Сегодня существует около 40 центров позитивной психотерапии по всему миру.
Был женат, имеет двоих детей и четырёх внуков. Его жена — семейный психотерапевт, сыновья Хамид и Навид Пезешкианы работают в сфере психотерапии и психиатрии.

## Книги, изданные на русском языке
- Позитивная психотерапия — теория и практика нового метода. 1983.
- Восточные истории как инструмент в психотерапии — Торговец и попугай.
- Психотерапия повседневной жизни.
- Позитивная семейная психотерапия.
- Психосоматика и позитивная психотерапия
- 33 и 1 форма партнёрства
- Восток-Запад. Биография Носсрата Пезешкиана. Позитивная психотерапия в диалоге между культурами.
- Тревога и депрессия в повседневной жизни.
- Если ты хочешь иметь, то, что никогда не имел, делай то, что никогда не делал. 1998.
- Мне ясно, как справиться с диабетом.
- Психотерапия повседневной жизни: тренинг разрешения конфликтов
- Торговец и попугай. Восточные истории и психотерапия. 1999.

## Награды
- Премия Ричарда Мартина, 1997.
- Премия Эрнста фон Бергманна, 1998.
- Кавалер ордена «За заслуги перед Федеративной Республикой Германия», 2006.
- Премия Авиценны, 2006.
- В 2009 году профессор Носсрат Пезешкиан номинирован на Нобелевскую премию в медицине и физиологии.